# 6-я полицейская часть
6-я полицейская часть (тат. 6 нчы пүлисә часы) — один из районов дореволюционной Казани. В состав части входили Адмиралтейская, Ягодная, Козья слободы, Устье, Большое Игумново, Малое Игумново, Гривка, Новая стройка и Бакалда. Образовалась в 1879 году в результате разделения 5-й полицейской части.
Южнее находились 1-я и 2-я полицейские части, севернее — Пороховая слобода, Ивановская и Удельная стройки, восточнее — Савиновская стройка.
Полицейский участок находился в Адмиралтейской слободе, на Московской улице.

## Инфраструктура
В 1900 году на территории части находились 6 православных церквей, 2 мечети (обе в Адмиралтейской слободе), 1659 жилых домов (75 каменных и 1584 деревянных), 3383 нежилых здания (145 каменных и 3238 деревянных). Из предприятий имелись: чугунно-медный и механический завод Свешниковых, бочарная и паркетная фабрика Локке, химический завод Ушкова, льнопрядильно-ткацкая фабрика и кожевенный завод Алафузовых и др.

## Население
| 1900   | 1906    | 1917    | 1920    | 1923    |
| ------ | ------- | ------- | ------- | ------- |
| 13 515 | ↗22 295 | ↗36 707 | ↘21 371 | ↗21 794 |

В сословном отношении большинство жителей части были мещанами (36,78%) и крестьянами (34,66%). Остальные жители принадлежали к следующим сословиям: военные (23,79%; из них действующая армия – 2,8%, отставные или бессрочные отпускные нижние чины и их семьи – 21,02%), купцы (1,55%), почётные граждане (1,55%; личные и потомственные), дворяне (1,51%, потомственные и личные), духовенство (0,53%), иностранные подданные (0,2%).

### Религиозный и национальный состав
Религиозный состав (1900): православные — 9 691 чел. (71,7%), мусульмане — 3 501 чел. (27,5%).
Национальный состав:
- 1900: русские — 74,95%, татары — 23,77%, евреи — 0,47%, немцы — 0,44%, поляки — 0,21%, чуваши — 0,11%.[9]
- 1920: русские — 17 821 чел. (83,4%), татары — 3 343 чел. (15,6%).[11]